# Sakariasträsket
Sakariasträsket är en sjö i Lycksele kommun i Lappland och ingår i Umeälvens huvudavrinningsområde.